# 姚立德 (臺灣)
姚立德（1962年9月4日—），臺灣教育界人物，現任國立臺北科技大學電機工程學系講座教授，曾任考試院考試委員、國立臺北科技大學校長、教育部政務次長、曾三次代理教育部部長。

## 生平
姚立德於1962年出生，1977年，15歲時國中畢業時，同時考上臺北市立建國高級中學和臺灣省立臺北工業專科學校（今改制為國立臺北科技大學），當時身為職業軍人的父親因家境經濟問題，請他選擇讀國立臺北工專。減輕家中負擔。
為了賺取讀書的生活費，在1977年專一、及在1978年專二暑假期間到台北縣的三重的糕餅店打工（半工半讀），在1979年專三起，因學校無法提供學生宿舍，姚立德則到貿易公司擔任夜間的保全警衛工作，在晚上巡邏後就在貿易公司沙發上夜宿。在1980年專四升1981年專五的暑假期間則到粵式餐廳來做幫廚方面工作。。讀五年台北工專（66年至71年）在1982年台北工專的電機工程科畢業是20歲、1984年服完二年的兵役退伍後是22歲，在23歲負笈美國留學。在25歲時（1987年）美國的密蘇里大學獲得電機學碩士學位、29歲時（1991年）在美國的威斯康辛大學（麥迪遜校區）獲得電機學博士學位。在1992年8月返臺北工專任教，任副教授職務，1997年升等正教授至今。從1992年至2019年教授學生課業，已經有27年之久時間。
姚博士，勤於學校的教學與研究工作，並歷任教務處的註冊組長、機電學院院長、機電科技研究所所長、教務長、副校長、國科會工程處諮議委員、經濟部技術審查委員會委員、經濟部電機工程國家標準技術委員會委員、財團法人全國認證基金會董事等職職務，並曾任教育部招生策進總會執行長、技專校院招生委員會聯合會副主任，行政歷練豐富並多所建樹。。
2011年2月10日，姚立德博士開始擔任國立臺北科技大學校長一職。2017年初，姚立德校長轉任借調至教育部做政務次長職務。
2017年，全國教師工會總聯合會曾批評高職端的學科能力競賽及其他類似性質比賽「讓師生疲於奔命，更耗費大量人力與經費」，引發準備競賽對於教師教學負擔的質疑。姚立德教育部政次當時則承諾，會要求教育部辦理的學科能力競賽配合課綱規劃辦理。
2018年初，台大校長遴選引發利益衝突爭議，中華民國教育部的前後任（三任）部長潘文忠、吳茂昆、葉俊榮先後請辭，姚立德政次仍堅守崗位，也造成極為罕見有三次代理教育部部長紀錄。
2019年1月，姚立德隨著賴清德內閣總辭且借調期滿而離開教育部，返回北科大教職。
2020年7月，姚立德當選考試院第13屆考試委員，9月1日就職。

## 榮譽
姚立德曾獲教育部「89年度大專校院產學合作獎」、98年度優秀公務人員、中華民國電機工程學會97年度「傑出電機工程教授獎」，和中國工程師學會之99年度「傑出工程教授獎」等榮譽。